# 伯克縣 (喬治亞州)
伯克县（英語：Burke County）是位於美國喬治亞州東部的一個縣，東鄰南卡羅萊納州。面積2,163平方公里。根據美國2000年人口普查估計，共有人口22,243人。縣治韋恩斯伯勒（Waynesboro）。
成立於1777年2月5日，是最早成立的縣之一。縣名紀念反對印花稅法案，以保守主義著稱的英國國會議員愛德蒙·伯克。